# Nivellia extensa
Nivellia extensa är en skalbaggsart som först beskrevs av Friedrich-August von Gebler 1841.  Nivellia extensa ingår i släktet Nivellia, och familjen långhorningar. Arten har ej påträffats i Sverige.